# نودة ميرمحراب
نودة ميرمحراب (بالفارسية: نوده میرمحراب) هي قرية تقع في قسم زيبد الريفي في إيران. يقدر عدد سكانها بـ 135 نسمة بحسب إحصاء 2016.